# Abū Zahra
Muhammad Abū Zahra (arabisch محمد أبو زهرة, DMG Muḥammed Abū Zahra; * 1898; † 1974) war ein ägyptischer Alim, Gelehrter des islamischen Rechtes (Scharia), Gelehrter der Jurisprudenz (fiqh) und Autor.

## Leben
Muhammad Abū Zahra studierte an der Madrasa al-Qada asch-Schari und anschließend an der Dar ul-Ulum. Er unterrichtete an der al-Azhar (fiqh) und später, als Professor der Scharia in Kairo.
Abu Zahra war ebenfalls Mitglied der islamischen Forschung an der al-Azhar. Seine mehr als vierzig Bücher schließen Biographien von Abu Hanifa, Mālik ibn Anas, Schafii, Ibn Hanbal, Zayd ibn Ali, Dschaʿfar as-Sādiq, Ibn Hazm und Ibn Taimiyya, sowie Arbeiten über die Waqf ein. Des Weiteren schrieb er über die Eigenschaften der Verbrechen und Bestrafungen im islamischen Gesetz.